# HMS Ambuscade (D38)
Pour les autres navires du même nom, voir HMS Ambuscade.
Pour les articles homonymes, voir D38.
Le HMS Ambuscade (D38) est un destroyer conventionnel de la Royal Navy qui a servi durant la Seconde Guerre mondiale.

## Conception
Le HMS Ambuscade et son concurrent du chantier naval John I. Thornycroft & Company le HMS Amazon furent des prototypes de destroyers conçus avec les avancées techniques d'après la Première Guerre mondiale pour former la base de nouveaux navires qui évolueront jusqu'à la classe Tribal de 1936.

## Service
Après sa mise en service, l'Ambuscade (portant le numéro de coque D38) a rejoint la flotte de l'Atlantique pour des essais, en cours de réparation et de modifications au chantier naval de Chatham entre septembre et novembre de la même année, avant de reprendre ses fonctions normales. 
Entre avril et août 1928, l'Ambuscade et l'Amazon furent envoyés en Amérique du Sud et aux Antilles pour évaluer les navires et leurs machines dans des conditions tropicales. Les deux navires ont rencontré des problèmes de températures élevées dans leurs salles des machines, tandis qu'Ambuscade souffrait également de vibrations et avait une portée plus courte que celle spécifiée. En général, les machines d'Amazon étaient considérées comme plus efficaces que celles de l'Ambuscade. Après son retour au Royaume-Uni, l'Ambuscade rejoint la troisième flottille de destroyers de la flotte méditerranéenne. 
En août 1929, il fut touché par une torpille d'entraînement, endommageant ses hélices et son arbre d'hélice tribord, nécessitant des réparations à Malte jusqu'en octobre de la même année. 
En janvier 1930, l'Ambuscade fut transféré à la quatrième flottille de destroyers, qui faisait également partie de la flotte méditerranéenne. En août, l'Ambuscade s'est de nouveau rendu à Malte pour des réparations, cette fois en raison de problèmes avec les turbines du navire. Les réparations se poursuivirent jusqu'en mars 1931, date à laquelle Ambuscade retourna au Royaume-Uni et entra en réserve à Sheerness.
En juin 1932, l'Ambuscade fut sorti de la réserve et rejoignit la Home Fleet, servant dans les eaux irlandaises. En décembre 1932, Ambuscade fut déployé auprès du HMS Vernon, à l'école de torpilles, utilisée pour l'entraînement et les essais. Ambuscade a continué ce devoir jusqu'en février 1937, lorsque le mauvais état des turbines du navire a entraîné une remise en état à Portsmouth, les turbines devant être remplacées.
Le carénage de l'Ambuscade s'est poursuivi jusqu'en mai 1940, lorsqu'il a repris du service dans la seizième flottille de destroyers basée à Harwich, recevant un nouveau numéro de coque, I38. 
Le 10 juin 1940, l'Ambuscade participe à la tentative d'évacuation des troupes de la 51e division (Highland) de Saint-Valery-en-Caux (Opération Cycle). L'Ambuscade a été endommagée par des tirs d'obus allemands lors de l'embarquement des troupes, et lors du voyage de retour à Portsmouth, il a remorqué le destroyer HMS Boadicea après que ce dernier ait été gravement endommagé par des bombardiers en piqué allemands. Après réparation, l'Ambuscade a rejoint sa flottille, effectuant des patrouilles anti-invasion et des opérations d'escorte de convoi en juillet et août 1940, avant d'être transféré à la douzième flottille de destroyers basée à Greenock en septembre, mais la récurrence des problèmes de turbine du navire a entraîné d'autres réparations à partir de septembre. jusqu'en novembre 1940.
L'Ambuscade a ensuite rejoint sa flottille, alors basée en Islande pour des fonctions d'escorte de convoi. D'autres problèmes mécaniques, cette fois avec les condenseurs du navire, l'obligèrent à d'autres réparations à Portsmouth entre octobre 1941 et janvier 1942. 
En mars 1942, l'Ambuscade faisait partie du convoi arctique PQ 14 pour son trajet de l'Écosse à l'Islande, et pour le convoi de retour QP 9. À ce moment-là, il était clair que les problèmes mécaniques récurrents de l'Ambuscade signifiaient que le navire n'était pas apte aux tâches d'escorte de convoi, et l'Ambuscade s'est vu confier des tâches de cible.
À la fin de 1942, l'Ambuscade est devenu un navire d'essai pour les armes anti-sous-marines et les capteurs, étant équipé du mortier anti-sous-marin expérimental « Parsnip » dans le but de fournir une arme anti-sous-marine à tir frontal plus performante que le « Hedgehog ». « Parsnip » ne fut pas un succès et, en mai 1943, l'Ambuscade fut équipé du prototype d'installation du mortier anti-sous-marin « Squid » et de son sonar de profondeur associé de type 147. Les essais du Squid ont été couronnés de succès et l'arme a été largement installée dans les nouvelles escortes de la Royal Navy. L'Ambuscade a continué à être utilisé comme plate-forme d'essais et d'entraînement jusqu'à la fin de la guerre en Europe, puis est entré en réserve.
En 1943 il subit une modernisation de son armement. Un canon de 120 mm est supprimé, deux canons Oerlikon AA de 20 mm remplacent les canons AA de 40 mm et seuls 3 tubes lance-torpilles restent actifs.
Il a été démantelé par la West of Scotland Shipbreaking Company au port de Troon en Écosse le 23 novembre 1946 .

### Sources
- (en) Cet article est partiellement ou en totalité issu de l’article de Wikipédia en anglais intitulé « HMS Ambuscade (D38) » (voir la liste des auteurs).